# 扁腹丽蛛
扁腹丽蛛（学名：Chrysso lativentris），又名闊腹金姬蛛，为球蛛科丽蛛属的动物。分布于韩国、台湾岛以及中国大陆的甘肃等地。